# Fructèria
Fructèria, Frugèria o Fructesea és, dins de la mitologia romana, el nom d'una divinitat menor relacionada amb l'agricultura, ja que cuida la terra i els seus fruits. En parla Agustí d'Hipona.